# Meiocampa mickeli
Meiocampa mickeli är en urinsektsart som beskrevs av Filippo Silvestri 1933. Meiocampa mickeli ingår i släktet Meiocampa och familjen Campodeidae. Inga underarter finns listade i Catalogue of Life.